# Броере, Фемке-Анна
Фе́мке-А́нна Бруре́ (нидерл. Femke-Anna Broere; 23 августа 1972) — нидерландская актриса.

## Биография
Фемке-Анна Бруре родилась 23 августа 1972 года.
Бруре изучала управление бизнесом, когда её пригласили сыграть роль Мариет Зумерс в мыльной опере «Золотой берег». После двух сезонов сериала, вышедших в 1996—1997 годы, её роль была передана актрисе Фраукье де Бот, после того, как Бруре захотела вернуться к учёбе. После завершения первого года обучения, Фемке переехала в Маастрихт, где она служила в театре. В молодости она обучалась в Гронингене театральному мастерству.
Помимо своей роли в «Золотом береге», она также приобрела опыт работы в театре. Как актриса, она также появилась в «Алетта Джакобс: Высшая приверженность». Она также появилась в рекламном ролике для голландских железных дорог.
Фемке-Анна замужем и живёт в Амстердаме.